# Березове (Чмирівська сільська громада)
Бере́зове — село в Україні, у Чмирівській сільській громаді Старобільського району Луганської області. Населення становить 20 осіб.

## Населення
За даними перепису населення 2001 року, у селі мешкало 20 осіб. Мовний склад населення села був таким:
| Мова       | Число ос. | Відсоток |
| ---------- | --------- | -------- |
| українська | 19        | 95       |
| російська  | 1         | 5        |